# باول بوتوملي
باول بوتوملي (بالإنجليزية: Paul Bottomley)‏ هو لاعب كرة قدم بريطاني في مركز الدفاع، ولد في 11 سبتمبر 1965 في هاروغيت في المملكة المتحدة. لعب مع نادي أكرينغتون ستانلي ونادي دونكاستر روفرز ونادي هاروجيت تاون.